# Horodîșce, Borîspil
Horodîșce (în ucraineană Городище) este un sat în comuna Hlîboke din raionul Borîspil, regiunea Kiev, Ucraina.

## Demografie
Componența lingvistică a localității Horodîșce
     Ucraineană (99,36%)
     Alte limbi (0,64%)
Conform recensământului din 2001, majoritatea populației localității Horodîșce era vorbitoare de ucraineană (99,36%), existând în minoritate și vorbitori de alte limbi.